# John Huston
John Marcellus Huston (Nevada, 5. kolovoza 1906. – Middletown, 25. kolovoza 1987.), američki filmski redatelj. Poznat je po režiji filmskih klasika kao što su Malteški sokol, Blago Sierra Madre, Otok Largo i Afrička kraljica (1951).

## Životopis

### Rani život
Huston je rođen u Nevadi, Missouri, kao sin glumca rođenog u  Kanadi,  Waltera Hustona, i Rhee Gore, sportske novinarke; imao je  škotskog i  irskog podrijetla s očeve strane. Huston je odrastao kod svojih djeda i bake s majčine strane, Adelije Richardson i Johna Marcellusa Gorea.

### Karijera
Huston je karijeru počeo kao scenarist i radio na filmovima koji su većinom bili adaptacije knjiga ili drama. Visoki, smeđooki redatelj je i glumio u mnogim filmovima, a posebno se istaknuo u filmovima  Otta Premingera, Kardinal, za koji je bio nominiran za Oscara za najboljeg sporednog glumca, i onom  Romana Polanskog, Kineska četvrt, kao glavni suparnik  Jacka Nicholsona.
Hustonovi filmovi bili su uvid u ljudsku prirodu. Često su se u dijalozima predviđali problemi kojih bi publika postala svjesna u budućnosti, u periodu počevši otprilike od 1970.; primjeri su Blago Sierra Madre (1948.) i Noć iguane (1964.). 1960. je režirao film Neprilagođeni, sa zvjezdanom postavom: Clark Gable, Marilyn Monroe, Montgomery Clift i Eli Wallach. Huston je poslije snimanja provodio večeri bančeći po kasinima Nevade, okružen novinarima i lijepim ženama, kockajući, pijući i pušeći cigare. Gable je rekao 'kako bi mogao umrijeti ako tako nastavi'. Ironično, i tragično, Gable je umro tri tjedna poslije nakon snimanja od srčanog udara dok je Huston živio još 26 godina.
Nakon snimanja dokumentarca Neka bude svjetlo o psihijatrijskom liječenju vojnika, Huston je odlučio snimiti film o  Sigmundu Freudu i psihoanalizi. Film, Freduova tajna strast, počeo je kao suradnja Hustona i Jean-Paul Sartrea. Sartre je odustao od filma i zatražio da se njegovo ime makne s najavne špice. Huston je snimio film s  Montgomeryjem Cliftom u ulozi Freuda.
U sedamdesetima se često pojavljivao u talijanskim filmovima, a nastavio je glumiti sve do 80. godine (Momo, 1986.), godinu dana prije nego što je umro.

### Oscari
Huston je 1941. bio nominiran za Oscara za najbolji adaptirani scenarij za Malteškog sokola. Ponovno je nominiran 1948., za Blago Sierra Madre, za koji je dobio i Oscara za najboljeg redatelja.
Huston je 15 puta bio nominiran za Oscara. On je najstarija osoba koja je nominirana za najboljeg redatelja sa 79 godina, za film Čast Prizzijevih (1985.). Imao je običaj davati uloge svom ocu Walteru i svojoj kćeri Anjelici, a oni su mu uzvratili izvedbama vrijednima Oscara (u Blagu Sierra Madre i Časti Prizzijevih), pa je tako obitelj Huston postala prva obitelj s tri generacije dobitnika Oscara.

### Privatni život
Huston, član Episkopalne Crkve, bio je oženjen s (1) Dorothy Harvey, (2) Lesley Black, (3) Evelyn Kayes, (4) Enrica Soma, i (5) Celeste Shane. Svi brakovi osim onog sa Somom, koja je umrla, završili su razvodom; prema njegovoj trećoj ženi, Huston je u četrdesetima bio ljubavnik američke modne dizajnerice Pauline Fairfax Potter. Među njegovom djecom su redatelj Danny Huston, glumica Anjelica Huston i odvjetnik Walter Antony "Tony" Huston.
Među njegovim prijateljima bili su i Orson Welles i Ernest Hemingway.
Umro je od emfizema pluća 28. kolovoza 1987. u Middletownu, Rhode Island, s 81 godinom. Pokopan je na groblju Hollywood Forever Cemetery u Hollywoodu, Kalifornija.

## Izabrana filmografija
- Malteški sokol (1941.)
- U ovom našem životu (1942.)
- Preko Pacifika (1942.)
- Blago Sierra Madre (1948.)
- Otok Largo (1948.)
- Afrička kraljica (1951) (1951.)
- Moulin Rouge (1953.)
- Moby Dick (1956.)
- Nebo zna, g. Allison (1957.)
- Nepomirljivi (1960.)
- Neprilagođeni (1960.)
- Freudova tajna strast (1962.)
- Noć iguane (1964.)
- Casino Royale (1967.)
- Život i vrijeme suca Roya Beana (1972.)
- Bijeg u pobjedu (1981.)
- Annie (1982.)
- Čast Prizzijevih (1987.)

## Vanjske poveznice
- They Shoot Pictures, Don't They?
- John Huston u internetskoj bazi filmova IMDb-u (engl.)
- John Huston's Gravesite